# 埃里克·R·塞利
埃里克·R·塞利（1953年8月30日—）是一位马耳他出生的英国美国双重国籍化学家和科学哲学家，加利福尼亚大学洛杉矶分校教授，主要作品有入选牛津通识读本的《元素周期表》（The Periodic Table）等。